# یاسیکا (کروشواتس)
یاسیکا (به صربی: Jasika) یک منطقهٔ مسکونی در صربستان است که در کروشواتس واقع شده‌است. یاسیکا ۲٬۰۴۰ نفر جمعیت دارد.